# فرفیونیان آلکورنئا
فرفیونیان آلکورنئا(نام علمی: Alchornea) نام یک سرده از تیره فرفیونیان است.